# 花巻ケーブルテレビ
花巻ケーブルテレビ（はなまきケーブルテレビ）は、1977年に開業した東北地方初のケーブルテレビ局である。
2004年5月に日本のケーブルテレビ業者で全国初となる廃業が決まったが、同年7月にインターネット・サービス・プロバイダ「TikiTikiインターネット」を運営する株式会社エヌディエス（以下NDS）に事業譲渡を行い、放映再開された。
2005年7月からは県内で初めてデジタルTV対応セットトップボックスでの新規受付とブロードバンドインターネットサービスを開始。

## 沿革
- 1977年 - 東北地方初のケーブルテレビ局として開業。
- 2004年
  - 5月 - 日本のケーブルテレビ業者で全国初となる廃業が決定。
  - 7月 - NDSに事業譲渡を行い業務継続が決定。
- 2005年
  - 7月 - 県内で初めてデジタルTV対応セットトップボックスでの新規受付とブロードバンドインターネットサービスを開始。
  - 12月1日 - NDSが株主であるニューデジタルケーブル株式会社（本社：花巻ケーブルテレビ内）に吸収合併。あわせて、地上デジタル放送再送信が開始。
- 2010年5月 - BSパススルーサービス開始。コミュニティチャンネルが地上デジタル放送でも放送開始される。

## 所在地
- 岩手県花巻市西宮野目11-1
  - 現在地へ移転する前までは、当時筆頭株主だった岩手日日新聞社花巻支社ビル（花巻市役所隣）に入居していた。

## サービスエリア
- 岩手県花巻市
  - 松園町
  - 星が丘
  - 野田
  - 桜台
  - 西大通り
  - 若葉町・林木町
  - 南万丁目
  - 石神町
  - 藤沢町・桜木町
  - 不動
  - 下幅
  - 四日市町
  - 一日市
  - 愛宕町
  - 坂本町
  - 大通り・末広町・吹張町・花城町・城内
  - 鍛冶町・南川原町
  - 仲町・上町・御田屋町
  - 東町・豊沢町
  - 桜町2 - 3

## 主な放送チャンネル

### テレビ局
| デジタル | 放送局                     |
| -------- | -------------------------- |
| TV011    | NHK盛岡総合                |
| TV021    | NHK盛岡教育                |
| TV041    | テレビ岩手                 |
| TV051    | 岩手朝日テレビ             |
| TV061    | IBC岩手放送                |
| TV081    | 岩手めんこいテレビ         |
| TV111    | 自主放送                   |
| 101      | NHK BS                     |
| 141      | BS日テレ                   |
| 151      | BS朝日                     |
| 161      | BS-TBS                     |
| 171      | BSテレ東                   |
| 181      | BSフジ                     |
| 191      | WOWOW                      |
| 200      | BS10                       |
| 201      | BS10スターチャンネル       |
| 211      | BS11 イレブン              |
| 222      | BS12 トゥエルビ            |
| 231      | 放送大学テレビ             |
| 234      | グリーンチャンネル         |
| 236      | BSアニマックス             |
| 242      | J SPORTS 1                 |
| 243      | J SPORTS 2                 |
| 244      | J SPORTS 3                 |
| 245      | J SPORTS 4                 |
| 251      | BS釣りビジョン             |
| 252      | WOWOWプラス                |
| 255      | 日本映画専門チャンネル     |
| 256      | ディズニー・チャンネル     |
| 260      | J:COM BS                   |
| 265      | BSよしもと                 |
| 531      | 放送大学ラジオ             |
| 101      | NHK BSプレミアム4K         |
| 102      | NHK BS8K                   |
| 141      | BS日テレ 4K                |
| 151      | BS朝日 4K                  |
| 161      | BS-TBS 4K                  |
| 171      | BSテレ東 4K                |
| 181      | BSフジ 4K                  |
| 211      | ショップチャンネル 4K      |
| 221      | 4K QVC                     |
| 700      | えんてれ                   |
| 710      | ショップチャンネル         |
| 721      | フジテレビTWO              |
| 722      | 旅チャンネル・MONDOTV      |
| 724      | 囲碁・将棋チャンネル       |
| 725      | LaLa TV                    |
| 728      | フジテレビNEXT             |
| 730      | J sports 3                 |
| 731      | J sports 1                 |
| 732      | J sports 2                 |
| 736      | 日テレジータス             |
| 737      | ゴルフネットワーク         |
| 739      | フジテレビONE              |
| 751      | ファミリー劇場             |
| 752      | 日本映画専門チャンネル     |
| 753      | 時代劇専門チャンネル       |
| 756      | ムービープラス             |
| 759      | ザ・シネマ                 |
| 763      | 衛星劇場                   |
| 764      | 東映チャンネル             |
| 770      | スペースシャワーTV         |
| 781      | キッズステーション         |
| 782      | アニマックス               |
| 790      | 日経CNBC                   |
| 793      | 日テレNEWS24               |
| 797      | アニマルプラネット         |
| 799      | ナショナルジオグラフィック |
| 810      | グリーンチャンネル         |
| 811      | グリーンチャンネル2        |
| 812      | SPEEDチャンネル            |
| 950      | プレイボーイチャンネル     |
| 951      | レインボーチャンネル       |
| 952      | ミッドナイト・ブルー       |
| 953      | パラダイステレビ           |
| 954      | ピンクチェリー             |

- デジタルTVはJC-HITSを使用している。
- BSパススルーサービス利用の場合、BS11デジタルならびにBS TwellVが視聴可能（STB使用時は見られない）。